# Амфибрахий
Амфибра́хий (греч. ἀμφίβραχυς «с обеих сторон краткий») — стихотворный размер (метр), образуемый трёхсложными стопами с сильным местом (ударением) на втором слоге.

Не ве́тер бушу́ет над бо́ром,

Не с го́р побежа́ли ручьи́ —

Моро́з-воево́да дозо́ром

Обхо́дит владе́нья свои́.— Н. А. Некрасов, «Мороз, Красный нос» XXX
Наиболее часто употребляемые размеры русского силлабо-тонического амфибрахия — четырёхстопный (начало XIX века) и трёхстопный (с середины XIX века).

Доро́же отчи́зны — не зна́л ничего́

Бое́ц, не люби́вший поко́я.— Н. А. Некрасов, «Русские женщины»: «Княгиня М. Н. Волконская»

## Мнемоническая фраза
В глубо́кой тесни́не Дарья́ла, где жи́л Амфибра́хий седо́й…
Следующее двустишие Григория Кружкова также может играть роль мнемонической фразы, но может и запутать новичков, так как слово «анапест» произносится по-русски вовсе не в соответствии с присущей ему ритмикой, а в виде амфибрахия:
Ана́пест, ана́пест, ана́пест —

Вот та́к амфибра́хий звучи́т.
По свидетельству Ирины Одоевцевой, поэт Николай Гумилев для запоминания трехстопных размеров придумал «свою систему, основанную на именах поэтов: дактиль — удар на первой стопе — Анна Ахма́това, анапест — удар на третьей стопе — Никола́й Гумилёв, амфибрахий — удар на второй стопе — Гео́ргий Ива́нов».

## Другие трёхсложные размеры
- Анапест
- Дактиль